# Gottschalk Warendorp

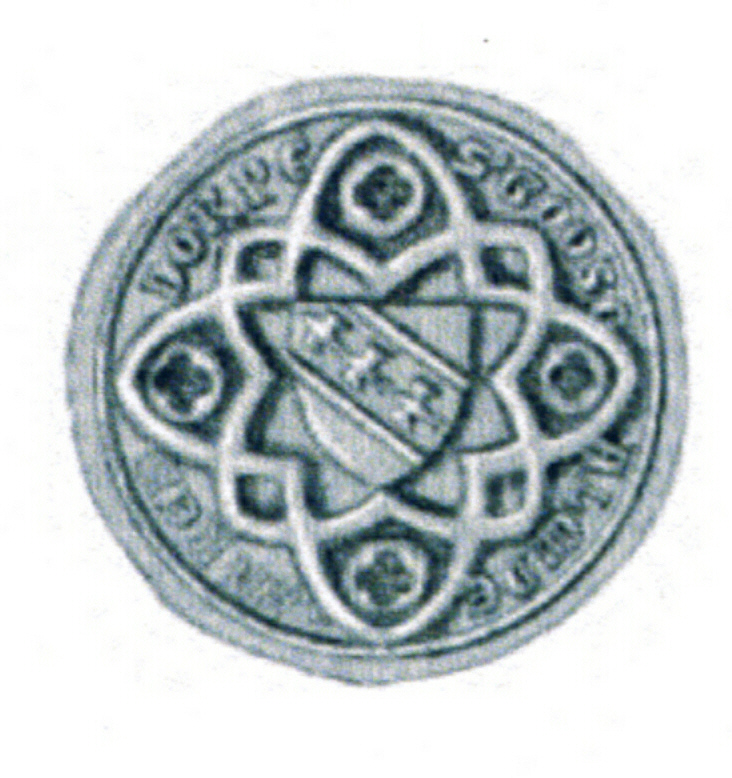
Siegel des Gottschalk von Warendorp (um 1346)

Gottschalk Warendorp (* vor 1295 in Lübeck; † 1365 ebenda) war Kaufmann und Ratsherr der Hansestadt Lübeck.
Gottschalk Warendorp war Sohn des Lübecker Bürgermeisters Bruno Warendorp. Er wurde 1343 Ratsherr der Stadt. 1344 war er gemeinsam mit dem Ratsherrn Johann Constantin als Gesandter Lübecks bei König Magnus II. von Schweden. Er wurde 1356 Kirchenvorsteher der Lübecker Marienkirche, in deren nördlichem Seitenschiff er bereits 1336 eine Grabkapelle gestiftet hatte, die heutige Köhler-Kapelle. Ab 1357 tätigte er alle überlieferten Rechtsgeschäfte gemeinsam mit seinem Sohn Bruno. 
Gottschalk Warendorp war mit einer Tochter des Lübschen Bürgers Goswin von Klingenberg verheiratet und wohnte im Hause Mengstraße 4, das er 1320 angekauft hatte. Sein Sohn war der Lübecker Bürgermeister Bruno von Warendorp.